# Jens Sigsgaard
Jens Sigsgaard, född 14 augusti 1910 i Kås, Jetsmark socken i Jammerbugts kommun, död 27 januari 1991, var en dansk psykolog och författare, mest känd för sin bok Palle är ensam i världen.
Jens Sigsgaard var son till bonden Poul Sigsgaard och var yngre bror till psykologen Thomas Sigsgaard. Han avlade lärarexamen på Ranum Seminarium 1932.
Jens Sigsgaard rekryterades 1936 som lärare till Frøbelseminariet i Köpenhamn av Sophus Bagger. År 1941 sålde Bagger seminariet till honom. Sigsgaard var rektor för skolan till 1974 och därefter ordförande i styrelsen.